# 야마토사카촌
야마토사카촌(山鳥坂村)은 에히메현 기타군에 설치된 촌이다. 